# Cascades de Ielala
Les cascades de Ielala, també anomenades ràpids de Yelala o caigudes de Yelala (o Ielala) són una sèrie de cascades i ràpids situats en el curs baix del riu Congo, aigües amunt de la ciutat de Matadi, a la República Democràtica del Congo.
Les caigudes són les més baixes d'una llarga sèrie de ràpids que fan que el riu no siga navegable, i això obligà els exploradors europeus a viatjar a peu fins a Pool Malebo, a 350 km aigües amunt. El Congo és el tercer riu més gran del món per volum d'aigua descarregada, i el més fondo del món. La secció del riu que acaba amb les cascades de Ielala conté més de 300 espècies de peixos, molts no trobats en cap altra part.

## Situació
La zona drenada pel riu Congo cobreix una vuitena part d'Àfrica, incloent-hi tant selva tropical com sabana, gran part d'ella en una enorme conca poc fonda. L'actual sistema de rius sembla datar de fa uns cinc milions d'anys, no gaire temps en una escala geològica. En aquest moment el marge continental de l'Atlàntic s'aixecà i formà una barrera entre la conca i la mar. Es creà un gran llac abans que el riu Congo aconseguís trencar aquesta barrera, corrent per una canal estreta i rocosa d'uns 350 km de llarg des de Kinshasa a Matadi. El riu és navegable tant per damunt com per sota d'aquest tram, denominat Congo inferior.
La part superior del Baix Congo comença amb les empinades cascades Livingstone just per sota de Kinshasa, i es perllonga durant 133 km per una sèrie de ràpids més menuts. La part central d'uns 129 km és navegable, de vegades quasi com un llac i, a voltes en zones estretes i amb una fondària de fins a 200 m. La part inferior d'uns 88 km és la més costeruda, amb enormes ràpids en les cascades d'Inga i una altra vegada en les cascades de Ielala, després de les quals el riu és navegable fins a l'oceà. Uns 35.000 m³/s d'aigua flueixen de mitjana per les cascades.

## Primer descobriment europeu
Les cascades de Ielala van ser ja assolides pels europeus el 1485, quan el navegant i explorador portugués Diogo Cão va prendre un grup i arribà fins a les cascades abans que es veiessen obligats a fer marxa enrere per la malaltia, probablement malària. En aquell indret establí un perfil, un marcador en forma de creu en una gran pedra, habitual durant l'edat dels descobriments portuguesos.

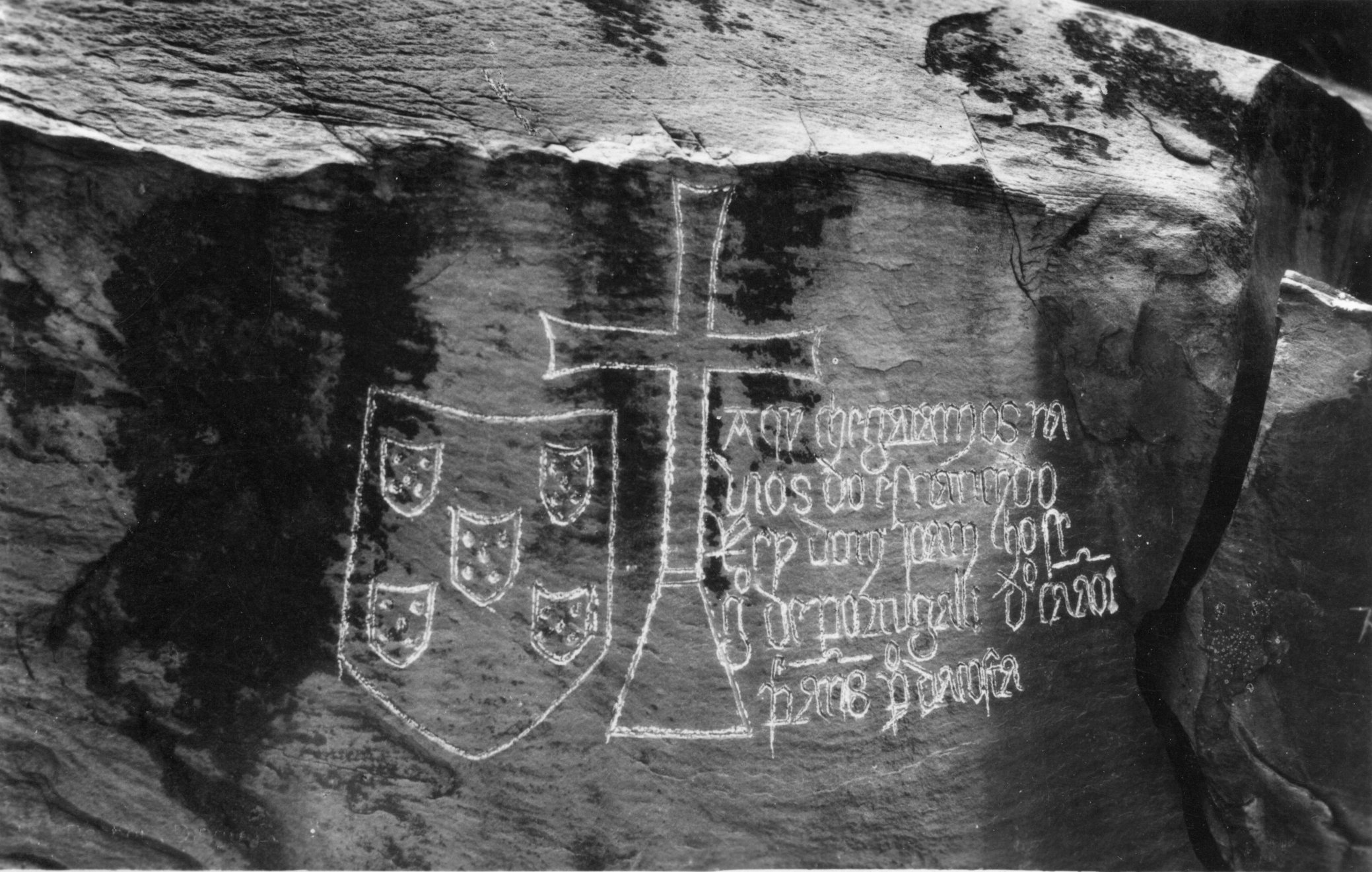
La Pedra de Ielala, amb una inscripció de 1485 de Diogo Cão

La pedra, que no fou redescoberta fins a 1911, té aquesta inscripció:
| « | (portuguès) Aqui chegaram os navios do esclarecido rei D.João II de Portugal - Diogo Cão, Pero Anes, Pero da Costa. | (català) Ací arribaren les naus de l'il·lustre rei D. João II de Portugal - Diogo Cão, Pero Anes, Pero da Costa. | » |

## Visitants europeus posteriors i descripcions

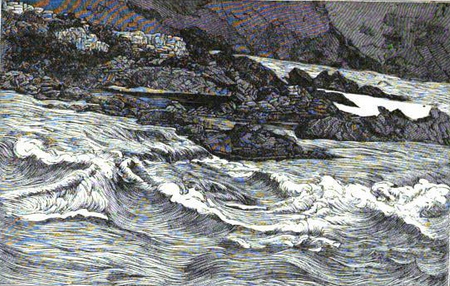
Les cascades de Ielala del relat de Harry Johnston de 1884

El capità James Hingston Tuckey visità les cascades el 1816. Va dir que la gent del lloc pensava que les caigudes eren la residència d'un esperit maligne, i que qualsevol que les contemplàs mai les veuria una altra vegada. Com que les visità en l'estació seca, quedà decebut per les cascades. Descrigué l'indret que comprenen com un gran turó de sienita, un curs granulós de roca ígnia, al costat sud. La banda nord, del mateix material, no és pas tan alta, però sí més pronunciada que al sud. Descrigué que el riu havia forçat el curs i que en el tram mitjà, una illa de pissarra «encara en desafia el seu poder, i trenca el corrent en dues canals estretes; que prop del costat sud donen solta a una gran massa d'aigua, sobre la qual el torrent es precipita amb gran fúria i soroll».
Tuckey, que estava patrocinat per la Royal Geographical Society de Londres per obtenir informació sobre la trata d'esclaus, prengué nota de la brutalitat de la trata d'esclaus portuguesos i recopilà una valuosa informació sobre la geografia, animals, plantes, minerals i pobles de la zona. Parlant de les persones que vivien per sobre de les cascades, Tuckey va dir que les aus, els ous, la iuca i la fruita eren propietat de les dones. Els articles mai els tractaven els homes sense enraonar-ho amb les seues esposes. Les perles es donaven com a regal als homes.
El 1848 l'hongarés Lazzlo Magyar remuntà el Congo fins a les cascades de Ielala, abans de passar cinc anys explorant la zona del sud. A causa de la seua falta de contacte amb el món exterior, la valuosa informació que n'aplegà fou poc coneguda.
Richard Francis Burton, que va veure per primera vegada les cascades el 1863, feu una descripció de la gran Ielala. Es desenvolupaven ones en el curs del riu «una milla i mitja per damunt». Després, l'aigua cau per un pendent d'uns trenta peus «en 300 iardes, escumant, xocant i vomitant bromera, que sembla blanca i bruta contra l'opac color marró groguenc de la canal menys pertorbada; el moviment n'és el de les ones braves sobre un moll». Continuava: «La vella vall fluvial, mostrada per l'escarpa de les roques, deu haver presentat característiques gegantesques, i l'altura de les parets de la cubeta, d'almenys mil peus, donen a Ielala una certa bellesa i grandesa. El lloc és aparentment l'eix més alt de la serralada que separa les terres baixes marítimes de l'altiplà interior».
L'explorador Henry Morton Stanley, que visità les cascades el 6 d'abril de 1880, escrigué que en un tram de cinc o sis milles la inclinació n'era de només 45 m, però que la «fúria general de l'aigua és causada per les obstruccions que el gegantesc volum troba en el jaç de l'estret congost». Harry Johnston, que visità les cascades el 1883, anomenà el riu «la darrera gran caiguda de Ielala» i detallà les vistes i els sons de la seua impressió de les cascades.

## Importància ecològica

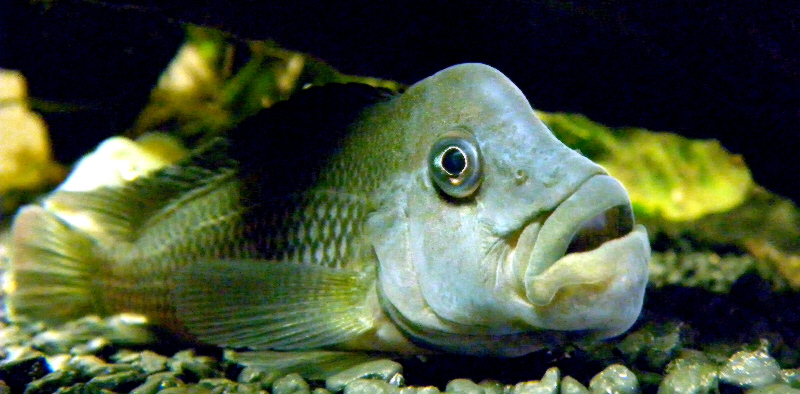
Steatocranus gibbiceps, una espècie de cíclid trobada al Congo inferior

Les cascades de Ielala i les altres caigudes i ràpids aigües amunt han aïllat en gran manera la fauna aquàtica de la conca del Congo durant uns cinc milions d'anys, un període significatiu en una escala de temps evolutiu. Els gèneres de cíclids Steatocranus, Nanochromis, Lamprologus i Teleogramma es troben només a la conca del Congo i dotzenes d'espècies d'aquests gèneres es troben només al Congo Baix. Steatocranus són peixos reofílics, la qual cosa significa que s'han adaptat a viure en aigües ràpides. Les quatre espècies de Teleogramma es troben sols als ràpids del Congo Baix i s'han trobat poblacions genèticament diferents als costats oposats del riu. Tot i que separades només per 1,6 km, els poderosos corrents, que poden excedir els 48 km/h, n'han impedit el mestissatge.